# 17258 Whalen
17258 Whalen è un asteroide della fascia principale. Scoperto nel 2000, presenta un'orbita caratterizzata da un semiasse maggiore pari a 2,2525836 UA e da un'eccentricità di 0,1830030, inclinata di 4,65201° rispetto all'eclittica.